# Норт Огаста (Јужна Каролина)
Норт Огаста (енгл. North Augusta) град је у америчкој савезној држави Јужна Каролина.

## Демографија
По попису из 2010. године број становника је 21.348, што је 3.774 (21,5%) становника више него 2000. године.
| Група             | 2000.          | 2010.          |
| Белци             | 13.429 (76,4%) | 15.468 (72,5%) |
| Афроамериканци    | 3.299 (18,8%)  | 4.362 (20,4%)  |
| Азијати           | 207 (1,2%)     | 238 (1,1%)     |
| Хиспаноамериканци | 424 (2,4%)     | 890 (4,2%)     |
| Укупно            | 17.574         | 21.348         |